# Cu cu đuôi quạt
Cu cu đuôi quạt (danh pháp hai phần: Cacomantis flabelliformis) là một loài chim thuộc họ Cu cu. Nó được tìm thấy ở Australia, Fiji, Indonesia, New Caledonia, New Zealand, Papua New Guinea, quần đảo Solomon, Vanuatu. Môi trường sống tự nhiên của nó là các khu rừng ôn đới, các khu rừng ngập mặn cận nhiệt đới hoặc nhiệt đới, rừng núi cận nhiệt đới hoặc nhiệt đới ẩm, các mảnh ruộng, vườn cây ăn trái và các khu vườn. Phạm vi của Úc là từ Cape York ở Queensland theo bờ biển phía nam vịnh Shark ở Tây Úc. Dọc theo bờ biển phía tây, phạm vi của nó hơn 1000 km sâu trong nội địa. Tại Nam Úc phạm vi là dọc theo bờ biển, ngoại trừ ở góc phía đông nam quanh núi Gambier và bán đảo Eyre. Nó cũng sinh sống Tasmania.
Tại Úc cu cu đuôi quạt sinh sản từ tháng 7 đến tháng 11. Con mái chỉ đẻ một quả trứng màu hoa cà trắng với màu đỏ và/hoặc nâu đốm vào tổ của các loài chim khác.